# Primaciálne námestie

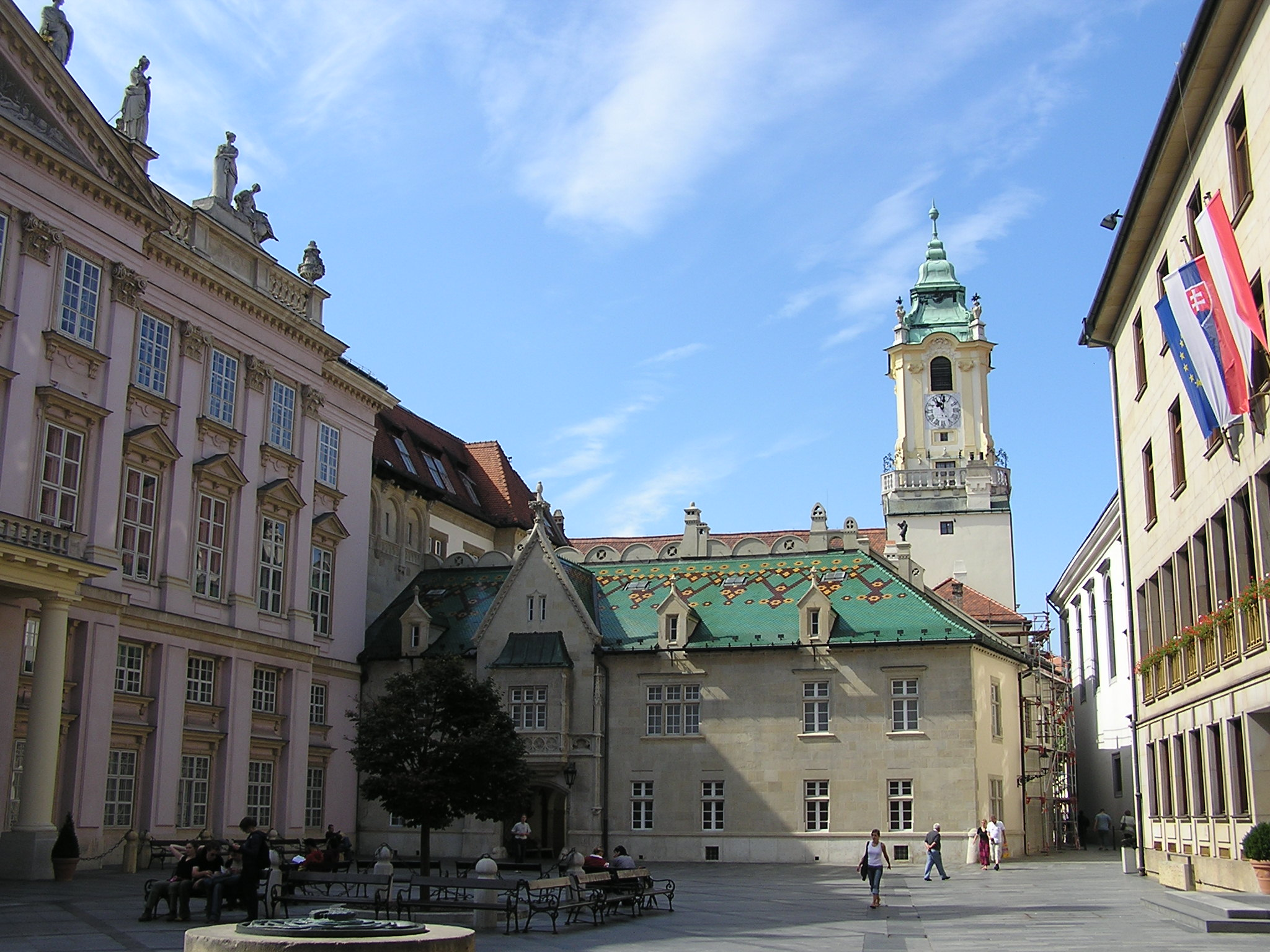
Blick am Primatialplatz Richtung Hauptplatz, links das Primatialpalais, mittig das Alte Rathaus, rechts das Neue Rathaus

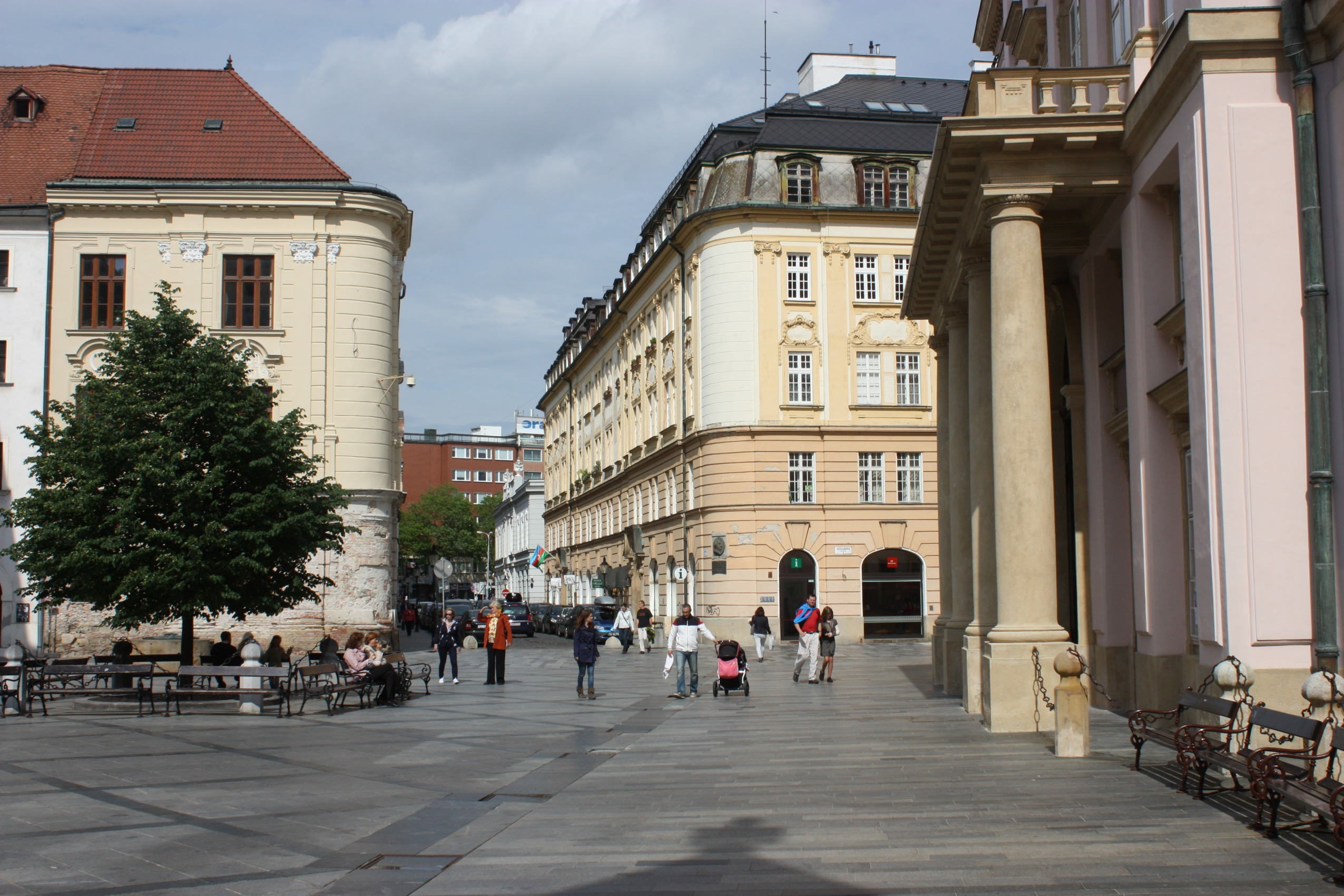
Blick Richtung Straße Klobučnícka

Primaciálne námestie (deutsch Primatialplatz) ist ein Platz in der slowakischen Hauptstadt Bratislava, innerhalb des historischen Stadtkerns. Benannt ist er nach dem Primatialpalais auf der Südseite, weitere bedeutende Bauten sind ein Teil des Alten Rathauses auf der Westseite, das Neue Rathaus auf der Nordseite sowie das Ursulinenkloster in der Nordostecke. Über die kurze und enge Gasse Kostolná besteht eine Verbindung zum Hauptplatz und Franziskanerplatz, über die Straßen Uršulínska und Klobučnícka gelangt man zum Platz des Slowakischen Nationalaufstandes.

## Historisches
Der Standort des heutigen Platzes wurde namentlich zum ersten Mal 1370 schriftlich erwähnt, als der Fleisch- und Bäckermarkt vom Hauptplatz hierher verlegt wurde. Überlieferte deutsche Namen im 15. Jahrhundert sind pey den Fleischpenkn und unter den Fleischpengken. Im 16. und 17. Jahrhundert trug der Platz den Namen Traidmarkt, da hier der Getreidehandel betrieben wurde. Erst seit dem 18. Jahrhundert ist die öffentliche Fläche als Platz bezeichnet, wie zum Beispiel in Jesuitenplatz (1754) und Platz vor dem Cardinal Palee (1783). 1879 erhielt der Platz den Namen Batthyányplatz, nach dem Graner Erzbischof und Fürstprimas von Ungarn József Batthyány, auf dessen Initiative das Primatialpalais erbaut wurde.
Seit 1920 trägt der Platz den heutigen Namen.